# Euchirograpsus madagascariensis
Euchirograpsus madagascariensis is een krabbensoort uit de familie van de Plagusiidae. De wetenschappelijke naam van de soort is voor het eerst geldig gepubliceerd in 1978 door Türkay.